# Home (The Gathering)
Home è l'ottavo album discografico in studio del gruppo musicale rock olandese dei The Gathering, pubblicato nel 2006.

## Descrizione
Il disco è stato registrato tra la fine del 2005 e i primi mesi del 2006 nei Paesi Bassi. Inoltre è stato pubblicato nell'aprile del 2006 dalla Sanctuary Records attraverso la label associata Noise Records. In Nord America l'album è uscito per l'etichetta The End Records.
Si tratta dell'ultimo disco in cui è presente il contributo della vocalist e autrice Anneke van Giersbergen e allo stesso tempo il primo a cui ha partecipato la nuova bassista Marjolein Kooijman.

## Tracce
Testi di Anneke van Giersbergen, musiche di The Gathering.
1. Shortest Day – 4:12
2. In Between – 4:44
3. Alone – 4:56
4. Waking Hour – 5:38
5. Fatigue – 1:49
6. A Noise Severe – 6:06
7. Forgotten – 3:25
8. Solace – 3:51
9. Your Troubles Are Over – 3:46
10. Box – 4:43
11. The Quiet One – 2:16
12. Home – 6:58
13. Forgotten (Reprise) – 7:57

## Formazione
- Anneke van Giersbergen - voce, chitarre
- René Rutten - chitarre
- Frank Boeijen - tastiere
- Marjolein Kooijman - basso
- Hans Rutten - batteria